# Affiliated Managers Group
Die Affiliated Managers Group, Inc. (AMG) ist ein 1993 gegründetes US-amerikanisches Finanzdienstleistungsunternehmen mit Hauptsitz in West Palm Beach, Florida. Die Aktien des Unternehmens werden an der New Yorker Börse unter dem Kürzel AMG gehandelt und sind im S&P 400 für mittelständische amerikanische Unternehmen gelistet.

## Geschichte
AMG wurde im Jahr 1993 von William Nutt gegründet. Vier Jahre darauf investierte AMG in Tweedy, Browne und schloss seinen Börsengang mit der Notierung an der New Yorker Börse ab. AMG beteiligte sich 2004 an AQR, einem quantitativen Investmentmanager und Hedgefonds-Unternehmen. Dies war seine erste Investition in ein alternatives Investmentunternehmen und zugleich seine erste Minderheitsbeteiligung. 2007 eröffnete AMG sein erstes institutionelles Vertriebsbüro außerhalb der USA in Sydney, Australien, um institutionellen Kunden in Australien und Neuseeland Vertriebs- und Marketingdienstleistungen anzubieten. Heute betreibt AMG Standorte in Asien, Australien, Europa und Großbritannien und dem Nahen Osten. Im Jahr 2009 gab AMG Investitionen in Harding Loevner und Gannett Welsh & Kotler bekannt.
Im Jahr 2021 investierte AMG in vier Unternehmen, darunter Parnassus Investments, den größten ESG-Fondsmanager in den USA. Im Jahr 2022 erhöhte AMG seine Beteiligung an Systematica Investments, einem Investmentunternehmen mit quantitativem und systematischem Ansatz.